# 神奈川県立平塚工業高等学校
神奈川県立平塚工業高等学校（かながわけんりつ ひらつかこうぎょうこうとうがっこう）は、かつて神奈川県平塚市にあった公立の工業高等学校。全日制。
2003年に神奈川県立平塚西工業技術高等学校と統合され神奈川県立平塚工科高等学校に再編された。
普通科が存在した総合高校の時代から書類上は共学校だったが、1999年までは敢えて女子生徒を募集せず、事実上の男子校であった。

## 沿革
- 1939年 - 旧制神奈川県立第二工業学校として開校（仮校舎は神奈川県立工業学校）
- 1940年 - 神奈川県立平塚工業学校と改称し、現在地に校舎移転（設置学科は機械、電気、応用化学、採鉱冶金の4科、敷地は平塚市の寄贈）
- 1946年 - 神奈川県立平塚中学校と組織変更・改称
- 1948年 - 学制改革により新制神奈川県立平塚高等学校と改称（普通、機械、電気、工業化学、冶金の各科を置く総合高校となる）
- 1962年 - 普通科募集停止（この代替として平塚江南高校（2学級）および大磯高校（1学級）が定員増となった）。
- 1964年 - 普通科を廃し、神奈川県立平塚工業高等学校と改称
- 1971年 - 電子科2学級の増設（学年8クラス規模となる）
- 2003年 - 閉校。平塚西工業技術高等学校と再編統合し、神奈川県立平塚工科高等学校となる。

## 所在地
- 神奈川県平塚市黒部丘12-7（現在の神奈川県立平塚工科高等学校の位置）

## 著名な出身者
- 大沢啓二（元プロ野球選手、プロ野球監督：中退）
- 川又浩（アニメーション監督、アニメーター）
- 佐藤昭弘（英文ジャーナリスト）
- 菅沼赫（俳優）
- 津田類（演劇評論家）
- 浜田晃（俳優）
- 林正儀（オーディオ評論家）
- 平田淳嗣（プロレスラー：中退）
- 松井康成（陶芸家、人間国宝）
- 三宅剛正（作曲家、ミュージシャン）